# Семейный офис

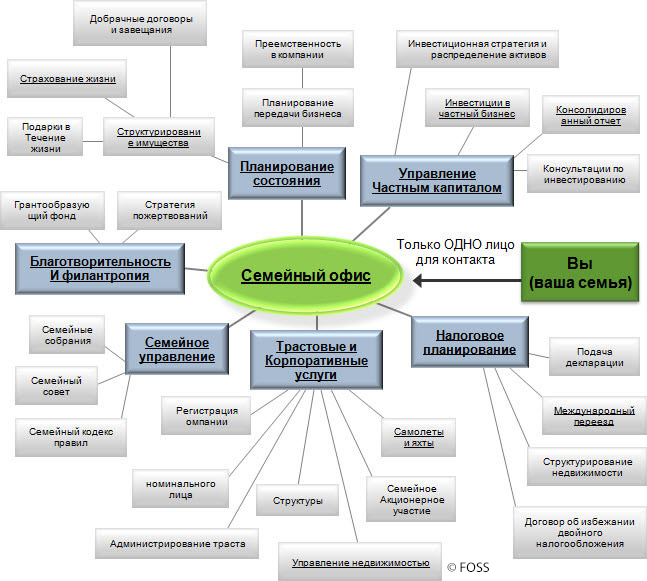
Схема предоставления услуг семейного офиса

Семейный офис (family office) — частная независимая организация, оказывающая услуги семьям в связи с управлением семейным имуществом и другими активами.

## История
Концепция семейного офиса уходит своими корнями в VI век: фактически дворецкий часто являлся тем человеком, который брал на себя ответственность за немалую часть дел и образ жизни дворянской семьи, которой он служил. Однако, принято считать, что первые Family Office появились в США еще в XIX веке — следом за становлением первых миллионеров в Америке. «Семейный офис» родом из государств англо-саксонского права, где он традиционно был представлен крупными компаниями или отделами банков, которые предоставляли услуги по управлению имуществом, финансовые и иные услуги; при этом оказывались данные услуги состоятельным семьям, которые нуждались в грамотном управлении имуществом для его приумножения. Разбогатевшим американцам стала требоваться различная помощь — от консультаций юристов и финансистов до услуг личного ассистента. Одним из первых с подобной потребностью столкнулся Джон Рокфеллер. В 1882 году он передал управление активами своей семьи группе доверенных людей. Еще раньше свой офис организовала семья Морган — в 1838 году на свет появляется «Дом Моргана» (House of Morgan). Именно «великие американские промышленные капиталы» и спровоцировали спрос на специалистов, готовых создавать специальные офисы для управления семейными ресурсами клиентов. И офис Моргана, и офис Рокфеллера, по сути, являлись примерами организаций, обслуживающих только одну семью (single family office). Современные семейные офисы оказывают услуги нескольким семьям, и все чаще их называют мультисемейными (multi family office).

### Современность
Современные семейные офисы можно поделить на 3 категории:
- Класс А: семейные офисы, предоставляющие финансовые услуги, а также услуги в сфере недвижимости;
- Класс B: семейные офисы, занимающиеся в большинстве своем предоставлением услуг в финансовой сфере, при этом в оказании услуг принимают участие банки, консалтинговые компании;
- Класс С: семейные офисы, занимающиеся предоставлением услуг в сфере недвижимого имущества, при этом в оказании услуг принимают участие небольшие юридические фирмы.

Швейцария является центром семейных офисов в Европе. Там располагаются 300—400 семейных офисов, которые служат главным образом иностранными клиентами и имеют 20 сотрудников в среднем. Данные офисы управляют благосостоянием нескольких (обычно до десятка) семей, которые передают в управление имущество стоимостью порядка 10-15 млрд долларов США. Традиционно семейные офисы получали вознаграждение в соответствии с приложенными «усилиями», хотя на сегодняшний день оплата рассчитывается прямо противоположным путём и зависит от процента стоимости активов или прибыли.
Традиционно один семейный офис предоставлял услуги одной семье. Однако на сегодняшний день, юридические компании предоставляют свои услуги в данной сфере неограниченному кругу лиц. Хотя остаются те офисы, которые обслуживают определенный круг семей.

### Развитие в России
Для России мультисемейные офисы явление сравнительно новое, первая близкая по смыслу организация была создана в 2005 году — UFG Wealth Management. Первым кто стал позиционировать себя стал Alfa Capital MFO (2010 год, в 2017 была ликвидирована). Второй стала NICA Multi Family Office (2014 год). Несмотря на недолгую историю существования в России, идея мультисемейного офиса приобретает все большую популярность среди российских состоятельных семей, поскольку мультисемейный офис позволяет клиентам получить не только профессиональную поддержку в сфере управления активами, но и свободу от ежедневной рутины.

## Деятельность офиса
Спектр услуг семейного офиса довольно широк: юридическое, налоговое, финансовое консультирование в сфере управления семейным капиталом, наследственное планирование, аудит, индивидуальный подбор банковских и страховых услуг, управление рисками, создание корпоративных структур для сохранения и управления активами, всестороннее содействие в осуществлении семейных бизнес-проектов, координация действий соответствующих специалистов и т. д. Все эти услуги предоставляются для приумножения имущества семьи и грамотного его распоряжения. Family office делает почти все — от управления личными активами до решения бытовых вопросов вроде содержания яхты, страхования лошадей или развлечения друзей на вечеринке. Многофункциональность семейного офиса можно описать следующим выражением: офис решает все, в том числе проблемы с водопроводом в жилом доме, защиты и поддержания здоровья членов семьи, образования детей; офис играет множество ролей, но главная из них — это снятие бремени управления имуществом с клиента. В некоторых случаях в перечень услуг семейного офиса также может входить организация релокации семьи за рубеж, планирование образа жизни, а также смены места жительства для образовательных или оздоровительных целей.